# Ga (langue)
Cet article concerne la langue ga. Pour le peuple ga, voir Ga (peuple).
Pour les articles homonymes, voir Ga.
Le ga (ou gã) est une langue kwa parlée au Ghana autour d'Accra, au sud du Togo et à l'ouest du Nigeria.

## Écriture

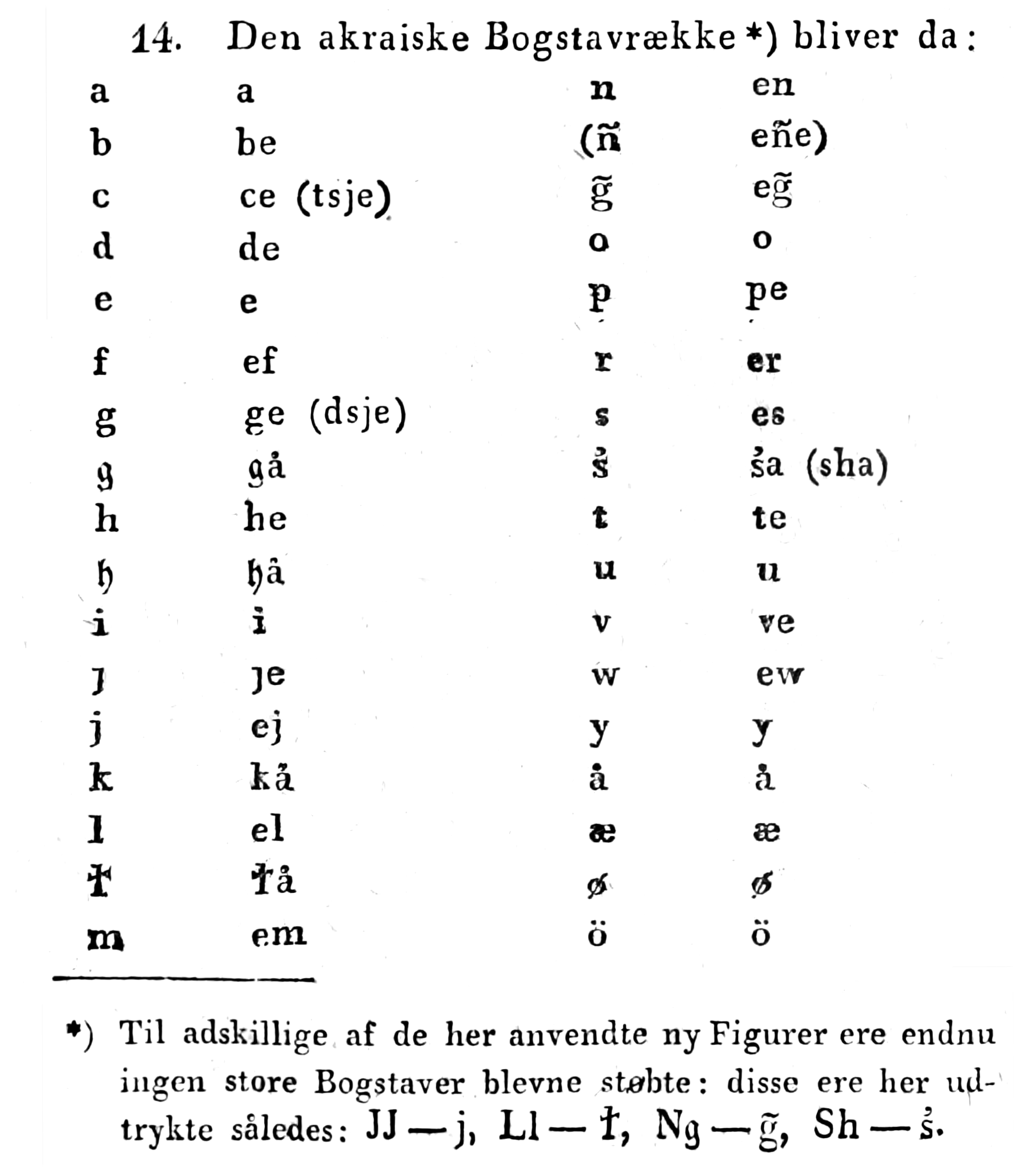
Alphabet ga de Rasmus Rask (1828).

Christian Protten publie une grammaire ga en danois en 1764 et Rasmus Rask publie une guide en danois de la langue ga en 1828.
Les premiers écrits ga faits par les missionnaires sont publiés au XIXe siècle et utilisent une orthographe basée sur l’Alphabet standard de Lepsius.
Au XXe siècle, la Ga Society adopte un orthographe basée sur l’Alphabet international africain.
Cette orthographe est révisée dans les années 1970 par le Bureau of Ghana Languages, remplaçant notamment le digramme ‹ dz › par ‹ j › et la lettre ech ‹ ʃ › par le digramme ‹ sh ›.

### Alphabet
Le ga s'écrit au moyen de l'alphabet latin, composé de 26 lettres et complété de quelques lettres. Il comporte 7 voyelles et 19 consonnes :
| A | B | D | E | Ɛ | F | G | H | I | J | K | L | M | N | Ŋ | O | Ɔ | P | R | S | T | U | V | W | Y | Z |
| a | b | d | e | ɛ | f | g | h | i | j | k | l | m | n | ŋ | o | ɔ | p | r | s | t | u | v | w | y | z |

### Les voyelles (Vaoli)
Les voyelles sont invariables. Chaque voyelle peut avoir trois longueurs différentes, auquel cas la voyelle est écrite plusieurs fois : par exemple a, aa ou aaa.

### Consonnes (Kɔnsonanti)
Les consonnes se prononcent globalement comme en français, à l'exception des lettres qui n'existent pas dans l'alphabet latin, et notamment de la lettre ŋ, prononcée ng.
accueil

### Digrammes et trigrammes (Haaji Agbɛɛmɔ)
Il y a 11 digrammes et deux trigrammes; ces combinaisons de lettres sont prononcées en un seul son :
1. hw
2. kp
3. kw
4. gb
5. gw
6. ny
7. ŋm
8. ŋw
9. jw
10. sh
11. ts
12. shw
13. tsw